# Rodolphe Marconi
Pour les articles homonymes, voir Marconi.
Rodolphe Marconi, né le 4 septembre 1976 à Angoulême, est un réalisateur français.

## Biographie
Rodolphe Marconi a été pensionnaire de la villa Médicis en 1999-2000 où il tourne Défense d'aimer.
Il a découvert Mélanie Laurent, Gaspard Ulliel et Louis Garrel .

## Filmographie
- 1999 : Stop (court métrage)
- 2001 : Ceci est mon corps
- 2002 : Défense d'aimer[2],[3],[4]
- 2004 : Le Dernier Jour[2]
- 2007 : Lagerfeld Confidential (documentaire)
- 2009 : Basket et maths (court métrage) in Jeune et homo sous le regard des autres
- 2020 : Cyrille, agriculteur, 30 ans, 20 vaches, du lait, du beurre, des dettes (documentaire)

## Distinctions
- Festival de Cannes 1999 : Palme d’Or du court métrage pour Stop[5]
- César 2021 : nomination pour le César du meilleur film documentaire pour Cyrille, agriculteur, 30 ans, 20 vaches, du lait, du beurre, des dettes[6]